# Karl Asp (missionär)
Karl Gustav Adolf Asp, född 19 december 1894 i Nävelsjö, Vetlanda kommun, Jönköpings län, död 2 februari 1944 i Kina, var en svensk missionär inom Pingströrelsen, verksam i Kina.

## Biografi
Karl Asp var son till soldaten Karl August Asp (1860–1943) och Johanna Gustafva Nilsdotter (1859–1929).
Han var missionär inom Pingströrelsen och verkade under två perioder, 1928–1932 och 1936–1944, i Yunnan-provinsen i sydvästra Kina. Han gifte sig den 1 april 1929 med missionären Hanna Adelia  Andersson (1894–1969) och de fick barnen Samuel (f. 1930), David (f. 1931) och Ruth Hanna Maria (f. 1935).
Missionärsparet var först verksamma i staden Tengyueh (nuvarande Tengchong). De återvände till Kina 1935–1936 med dottern Ruth, åtta månader gammal. Efter en tid i Tengyueh flyttade de till byn Mawshui sydväst om Tengyueh. 1943 blev familjen tillfångatagen av japanerna och efter tre månaders fångenskap, den 12 februari 1944, blev Karl Asp dödad i ett amerikanskt bombanfall då de japanska ställningarna besköts. Hanna och Ruth befriades i januari 1945 av amerikanska soldater och kom hem till Sverige i början av oktober samma år. Hanna Asp och senare dottern Ruth Asp-Odlander gav ut böcker om händelserna.
Etnografiska museet i Stockholm innehar 21 manuskript med skapelselegender och myter från Naxi-folket i Yunnan-provinsen, insamlade av Karl Asp. 7 av dessa ingår i samling 1935.50 (Hedin-Bendix-samlingen) och är förvärvade från Hanna Asp och Sven Hedin. Övriga 14 (samling 1946.34) är förvärvade från Hanna Asp.